# سبنة
سبنة قرية سوريّة تقع في سلسلة جبال القلمون تتبع إداريّاً لمحافظة ريف دمشق منطقة التل ناحية رنكوس، بلغ تعداد سكانها 94 نسمة حسب التعداد السكاني لعام 2004.